# GOSiR Piaseczno
GOSiR Piaseczno ist ein polnischer Sportverein aus Piaseczno in der Woiwodschaft Masowien, der vor allem für seine Frauenfußballabteilung bekannt ist.

## Geschichte
Der Verein wurde 2003 gegründet und nahm in der Saison 2009/10 erstmals am polnischen Frauenfußballpokal teil. 2010/11 wurde der Verein Meister der 2. Liga Masowien und stieg in die zweithöchste Liga auf. In der Saison 2011/12 gewann sie überraschend den Titel der Nordstaffel der 1. Liga und stieg zur Saison 2012/13 in die Ekstraliga Kobiet auf. In der Saison 2016/17 schaffte der Verein knapp den Klassenerhalt, zog sich aber nach Saisonende zurück.